# 劉文林
劉文林，四川大竹縣（今四川鄰水縣）人，明朝政治人物，永樂二年進土三甲第二百九十四名,賜同進土出身

，官東閣太師。